# 413
سنة 413 م (بالأرقام الرومانية: CDXIII) كانت سنة بسيطة تبدأ يوم الأربعاء (الرابط يظهر نموذج الجدول الزمني الكامل للسنة) من التقويم اليولياني. بدأت تسمية السنة ب413 منذ العصور الوسطى المبكرة، عندما أصبح تقويم أنو دوميني هو الأسلوب السائد في أوروبا لتسمية السنوات.

## وفيات
- سينيسيوس
- غوانغايتو ملك غوغوريو
- كوماراجيفا